# Tost Tosonbumba Nationalpark
Das Naturschutzgebiet Tost Tosonbumba (mongolisch Тост Тосон Бумбын Нурууны Байгалийн Нөөц Газрын Хамгаалалтын Захиргаа, englisch Tost Tosonbumba Nature Reserve, Tost Toson Bumbyn Nuruuny Baigaliin Nööts Gadsryn Chamgaalaltyn Dsachirgaa, Tost Toson Bumbyn Nuruuny Bajgalijn Nööc Gazryn Chamgaalaltyn Zachirgaa) ist ein Naturreservat in der Mongolei. Es wurde hauptsächlich zum Schutz des Schneeleoparden (Panthera uncia) eingerichtet.

## Geschichte
2009 wurde eine ökologische Studie in der Süd-Gobi durchgeführt. Im gleichen Jahr kam es zu einer Tötung eines Schneeleoparden durch Hirten, die ihr Vieh schützen wollten. Daraufhin wurde Tost Tosonbumba zum lokalen Schutzgebiet erklärt. Die Wissenschaftlerin Bayarjargal Agvaantseren richtete ein Viehversicherungsprogramm ein und führte eine Kampagne, um die Regierung zur Einrichtung eines Reservats zu bewegen. Noch 2010 wurde Tost Tosonbumba zum lokalen Schutzgebiet erklärt, aber in dem Gebiet waren auch über 37 Bergbaulizenzen vergeben worden. Nach den lokalen Unterschutzstellung war es möglich, Lizenzen zu widerrufen und die Erteilung neuer Lizenzen zu verhindern. Der Bergbau zerstückelt Lebensräume und treibt Nomadengemeinschaften in das Gebiet der Schneeleoparden, was zu Konflikten führt. Nach einer Kampagne für stärkeren Schutz wurde das Gebiet im April 2016 zum Reservat erklärt und alle Bergbaulizenzen widerrufen.